# محمد آبو
محمد آبو (بالإنجليزية: Mohammed Abu)‏ (14 نوفمبر 1991 أكرا غانا - ) هو لاعب كرة قدم غاني، يلعب كلاعب وسط.

## مسيرته

### مسيرته مع الأندية
- 2010 - 2011 لعب مع نادي سترومسغودست لكرة القدم 35 مباراة سجل خلالها هدف.
- 2010 - 2011 لعب مع نادي سترومسغودست 35 مباراة سجل خلالها هدف.
- 2012 - 2012 لعب مع نادي سترومسغودست لكرة القدم 11 مباراة سجل خلالها هدفين.
- 2012 - 2012 لعب مع نادي سترومسغودست 11 مباراة سجل خلالها هدفين.
- 2012 - 2013 لعب مع رايو فايكانو مباراة.
- 2013 - 2013 لعب مع نادي لوريان 7 مباريات.

## روابط خارجية
- محمد آبو على موقع اتحاد النرويج (النرويجية)
- محمد آبو على موقع الدوري الأمريكي (الإنجليزية)
- محمد آبو على موقع قاعدة بيانات كرة القدم.إي يو (الإنجليزية)
- محمد آبو على موقع بيانات كرة القدم. دي إي (الألمانية)
- محمد آبو على موقع ناشيونال فوتبول تيمز (الإنجليزية)
- محمد آبو على موقع Soccerbase.com (لاعب) (الإنجليزية)
- محمد آبو على موقع Soccerway.com (الإنجليزية)
- محمد آبو على موقع عالم كرة القدم.نت (الإنجليزية)